# Bobby Helms
Robert Lee "Bobby" Helms (Helmsburg, 15. kolovoza 1933. – Martinsville, 19. lipnja 1997.) bio je američki pjevač.
Počeo je nastupati kao duo sa svojim bratom Freddie prije nego što je nastavio uspješnu samostalnu karijeru u country glazbi. Godine 1956. Helms je otišao u Nashville, Tennessee, gdje je potpisao ugovor za snimanje s diskografskom kućom Decca Records i sljedeće godine postigao brojne uspjehe. Njegov prvi singl iz 1957., pod nazivom "Fraulein", zauzeo je prvo mjesto na ljestvici country glazbe i ušao među 40 najboljih na Billboardovoj ljestvici najprodavanijih pjesama u trgovinama. Kasnije te iste godine izdao je "My Special Angel", koja je također dospjela na prvo mjesto na country ljestvici i ušla u Top 10 na Billboardovoj ljestvici pop glazbe, dospjevši na 7. mjesto.
Njegova pjesma "Jingle Bell Rock", koja je objavljena u kasnu jesen 1957., u produkciji Paula Cohena, bila je veliki hit i svirala se i plesala u tinejdžerskoj plesnoj emisiji Dicka Clarka American Bandstand do sredine prosinca te godine. Također se ponovo pojavio u 4 od sljedećih 5 godina i prodao se toliko dobro da se svaki put ponovio kao vrhunski hit, postavši božićni klasik koji se i danas svira.

## Vanjske poveznice
- Bobby Helms u internetskoj bazi filmova IMDb-u (engl.)